# Matthew Shepard
Matthew Shepard (Casper (Wyoming), 1 december 1976 - Fort Collins (Colorado), 12 oktober 1998) was een Amerikaanse homoseksuele student die in oktober 1998 ernstig mishandeld werd en later in het ziekenhuis overleed aan zijn verwondingen. De aanval op Shepard heeft geleid tot veel discussie en onderzoek naar de mogelijke motieven achter de mishandeling. Terwijl sommige bronnen, inclusief zijn nabestaanden en LGBT-activisten, suggereren dat de aanval was ingegeven door zijn seksuele geaardheid, wijzen andere bronnen op aanwijzingen dat drugs en beroving ook een rol speelden. Ondanks de onzekerheid over de exacte omstandigheden van de aanval, heeft het tragische voorval van Shepard een significante impact gehad en is hij een symbool geworden voor de strijd tegen haatmisdrijven in de Verenigde Staten. In 2009 werd ter ere van hem de Matthew Shepard Act ingevoerd, een wet die gericht is op het voorkomen van haatmisdrijven.

## Biografie

### Opleiding
Shepard werd op 1 december 1976 geboren in Casper (Wyoming) in een gegoede familie. In zijn eerste jaar van de highschool verhuisde hij met zijn ouders naar Saoedi-Arabië, maar omdat daar destijds nog geen Amerikaanse scholen waren, werd hij naar The American School in Switzerland (TASIS) in Montagnola gestuurd. Daar zat hij van 1994 tot 1995. Tijdens een schoolreis naar Marokko in 1995 werd hij door een groep verkracht en geslagen, hetgeen een sterk negatieve psychologische impact op hem heeft gehad. Hij werd volgens zijn moeder "gesloten, depressief, met paniekaanvallen". Na zijn eindexamen keerde hij terug naar de Verenigde Staten en verhuisde naar Denver in Colorado. In het najaar van 1998 schreef hij zich in voor de studie politicologie aan de Universiteit van Wyoming in de stad Laramie. Tegen die tijd sprak hij drie talen en wilde hij mensenrechtenverdediger worden.

### Problemen
Shepard maakte deel uit van de LGBT-gemeenschap in Laramie, waar hij onder meer Aaron McKinney ontmoette die door getuigen als biseksueel werd omschreven. McKinney vertelde in een interview met het televisienieuwsprogramma 20/20 (ABC) in 2004 dat hij een moeilijke jeugd had gehad en sinds 18-jarige leeftijd een regelmatige gebruiker van methamfetamine was (ook wel "(crystal) meth" genoemd), een drug die rond die tijd Denver en omgeving "overspoelde". McKinney verkocht soms meth aan Shepard en ze gebruikten het allebei. Een studievriendin van Shepard meende dat hij vanwege zijn depressie aan de drugs ging. Shepard raakte verslaafd aan meth (hij heeft ook weleens heroïne gebruikt) en begon er ook in te dealen. Hij nam seksuele risico's, heeft geld ontvangen voor seks en heeft naar verluidt ook enkele keren seks gehad met McKinney. Vlak voor zijn dood in oktober 1998 ontdekte Shepard dat hij met Hiv besmet was en overwoog zelfdoding. Rond dezelfde tijd begon McKinney's geld op te raken en zocht hij wanhopig naar een manier om zijn drugsverslaving te betalen en bovendien zijn gezin met zijn vriendin en pasgeboren kind te onderhouden. Met zijn vriend Russell Henderson, een man die veel met homo's omging – maar destijds een vriendin had – en eveneens een moeilijke jeugd had gehad, smeedde hij het plan om een drugsdealer te beroven. Ze deden meerdere mislukte pogingen en Henderson probeerde naar eigen zeggen McKinney van het idee af te praten, totdat ze Shepard in het vizier kregen. Ze wisten dat Shepard nog een lading meth ter waarde van $10.000,- had en daarom leek hij een goed doelwit.

### Dood
Op de avond van 6 oktober 1998 kwam Shepard McKinney en Henderson tegen in de Fireside Lounge in Laramie, Wyoming. Na een kort gesprek verlieten de drie mannen de bar en gingen de vrachtauto van McKinney's vader in. Op een verlaten landweg beroofden McKinney en Henderson Shepard, waarbij McKinney hem zwaar mishandelde en hem vervolgens aan een hek hing. Volgens professor Rick Rawson van UCLA liep de beroving zo uit de hand omdat McKinney zijn gedrag niet onder controle had omdat hij al een tijd geen meth meer had gehad. Gewelddadige woede-uitbarstingen zijn daarvan een veelvoorkomend neveneffect en die had McKinney al vaker vertoond. Een passant (student Aaron Kreifels) vond Shepard vijftien tot achttien uur later, bewusteloos en bloedend; Shepard had een schedelfractuur die vanaf zijn achterhoofd tot aan zijn rechteroor liep. Zijn hersenstam was zo zwaar beschadigd dat zijn hersens niet langer in staat waren zijn lichaamstemperatuur en hartslag te regelen. Shepard werd overgebracht naar een ziekenhuis in Fort Collins (Colorado), waar hij kunstmatig in leven werd gehouden. Op 12 oktober werd Matthew Shepard dood verklaard. Intussen had de politie de twee daders gearresteerd na de vondst van een creditcard en de schoenen van het slachtoffer in hun truck.

### Bijzetting in de Washington National Cathedral
Op 26 oktober 2018, net iets meer dan 20 jaar na zijn dood, werden de asresten van Shepard bijgezet in de crypte van de Washington National Cathedral. De ceremonie werd voorgezeten door de eerste openlijk homoseksuele Episcopaalse bisschop Gene Robinson, en de Bisschop van Washington Mariann Edgar Budde. Muziek werd verzorgd door het Gay Men's Chorus of Washington DC, GenOUT, en Conspirare, die Craig Hella Johnson's Considering Matthew Shepard uitvoerden. Dit was de eerste bijzetting van de as van een nationale figuur in de kathedraal sinds die van Helen Keller 50 jaar eerder.

## Eerste reacties
Al binnen enkele uren nadat Shepard zwaar toegetakeld werd gevonden op 7 oktober, begonnen zijn vrienden Walt Boulden en Alex Trout hun vermoeden te verspreiden dat Shepard was aangevallen omdat hij openlijk homoseksueel was, hoewel op dat moment nog niet bekend was wie de daders waren en wat hen had gedreven. Boulden en Trout belden de media, autoriteiten en enkele lokale homo-organisaties op om dit vermoeden te benadrukken. Boulden hield de politiek medeverantwoordelijk, omdat een recent wetsvoorstel tegen haatmisdrijven niet door het parlement van Wyoming was goedgekeurd. Shepard was in de maanden daarvoor ook twee keer geslagen, naar hij vermoedde vanwege zijn geaardheid. Daarom hield de politie al vroeg rekening met een homofoob motief, hoewel zij beroving zagen als het primaire motief.
Shepards dood kreeg nationaal en internationaal veel aandacht. De openlijk lesbische comédienne Ellen DeGeneres leidde Matthews wake in Washington D.C.. Zijn begrafenis werd bijgewoond door meer dan 1000 mensen. Fred Phelps en leden van zijn Westboro Baptist Church demonstreerden op Matthews begrafenis met borden waarop stond "Matthew Shepard rot in de hel" en "AIDS doodt flikkers". Phelps vroeg ook om toestemming om een granieten monument te bouwen waarop een bronzen plaquette bevestigd moest worden met de tekst "Matthew Shepard: kwam binnen in de Hel op 12 oktober 1998, vanwege zijn verzet tegen Gods waarschuwing: Je mag niet het bed delen met een man zoals met een vrouw, dat is gruwelijk." (Leviticus 18:22)". Tijdens de begrafenis organiseerde een vriendin van Shepard, Romaine Patterson, een tegendemonstratie, waarbij mensen gekleed als engelen met grote vleugels voor Phelps en zijn groep gingen staan om hen zo aan het gezicht van de voorbijgangers te onttrekken.

## Rechtszaak
Tijdens het proces verklaarden McKinney en Henderson eerst dat ze in paniek waren geraakt toen Shepard had geprobeerd hen te verleiden. Later zeiden ze dat ze hem slechts wilden beroven maar niet doden. Op 5 april 1999 bekende Henderson schuld in ruil voor strafvermindering van de doodstraf naar tweemaal levenslang zonder mogelijkheid tot vervroegde vrijlating. McKinney werd schuldig bevonden aan moord, maar zijn straf werd omgezet van de doodstraf in een levenslange gevangenisstraf. Sinds hun proces beweren beide veroordeelden dat hun daad gerechtvaardigd wordt door de Bijbel.

## Culturele impact en wetgeving
Een groot aantal boeken, films, documentaires, theaterstukken, nummers en andere werken is gewijd aan het leven, de dood en de nalatenschap van Matthew Shepard. Melissa Etheridge en Elton John (beiden homoseksueel) schreven een nummer over Shepard; het nummer van Elton John heet "American Triangle". Ook schreef de Nederlandse singer-songwriter Marinus de Goederen van a balladeer een nummer over deze zaak: "Poster Child". De dood van Shepard is driemaal verfilmd.
Matthews ouders zetten zich nu in voor de acceptatie van homoseksuelen; de toenmalige president van de Verenigde Staten, Bill Clinton, probeerde naar aanleiding van de moordzaak de federale wetgeving omtrent misdaden gepleegd op basis van vooroordelen en discriminatie uit te breiden naar homoseksuelen, vrouwen en gehandicapten, maar het voorstel sneuvelde in het Huis van Afgevaardigden in 1999. In oktober 2009 nam het Congres de Matthew Shepard and James Byrd, Jr. Hate Crimes Prevention Act (kortweg de Matthew Shepard Act) aan en op 28 oktober 2009 werd deze met de ondertekening door president Barack Obama tot wet.

## Kritiek op vermeend homofoob motief
Al vanaf het begin werd er getwijfeld aan de stelling dat de mishandeling van Shepard (mede) gemotiveerd was door homofobie, en zo ja, in hoeverre. De lokale politie hield weliswaar rekening met een homofoob motief, maar zag beroving als de hoofdreden. Oorspronkelijk was er slechts een journalist, JoAnn Wypijewski van Harper's Magazine, die drugs zag als een belangrijke oorzaak van de gebeurtenis. De daders en hun vriendinnen hebben, als strategie voor strafvermindering, tijdens de rechtszaak aanvankelijk geprobeerd om te beweren dat Shepard een ongewenste seksuele avance maakte naar McKinney, waartegen die zichzelf verdedigde. Later hebben ze toegegeven dat drugs een belangrijke factor was. Toen in 2004 onderzoeksjournalisten van 20/20 prominent homoseksueel journalist Stephen Jimenez benaderden om de zaak nader te belichten, maakten meerdere homobelangenorganisaties hier ernstig bezwaar tegen. Echter, het item kreeg datzelfde jaar een prijs van de Writers Guild of America voor beste nieuwsanalyse. McKinney heeft regelmatig ontkend biseksueel te zijn, maar zei in 2004 tegen 20/20 dat de aanval op Shepard niet homofoob was en alleen om geld en drugs ging.
Jimenez werkte daarna jarenlang verder aan onderzoek naar de zaak en verzamelde getuigenverklaringen uit meer dan 100 interviews, die hij in 2013 verwerkte in The Book of Matt: Hidden Truths About the Murder of Matthew Shepard. In het boek concludeerde Jimenez dat de mishandeling van Shepard vrijwel niets met homofobie te maken had, maar alles met drugsverslaving en een daarvoor bestemde beroving die uit de hand liep. Aaron Hicklin, eveneens een prominent homoseksueel journalist, schreef een recensie van The Book of Matt waarin hij Jimenez' conclusies ondersteunde en het vermeende homofobe motief voor de mishandeling van Shepard betwistte. Shepard zou verslaafd zijn aan methamfetamine en door een medegebruiker en dealer zijn vermoord tijdens een vijf dagen durende roes. Bovendien kwam uit interviews naar voren dat de moordenaars zelf uit de homoscene kwamen en er sprake was van een vermeende seksuele relatie tussen McKinney en Shepard. Het idee dat het een haatmisdrijf was, werd daarmee verder in vraag gesteld. Een jaar later schreef Julie Bindel, een prominente lesbische activist en journalist, een recensie in The Guardian die ook Jimenez' conclusies onderschreef.
Jimenez en zijn medestanders hebben van verschillende mensen uit de homobeweging felle kritiek gekregen op de wijze waarop zij Shepards slachtofferschap als homo zouden hebben willen ontkennen, hoewel de eersten zeggen dat dat niet hun bedoeling is. Zowel Hicklin als Bindel benadrukten dat het goed is dat dankzij de media-aandacht voor Shepards overlijden er meer actie is ondernomen tegen homofobie, maar ook dat Shepards levensverhaal en dood complexer zijn dan iemand die door willekeurige voorbijgangers is vermoord "omdat hij homo was". Homorechtenactivist John Stoltenberg merkte op: "Het negeren van de ellende in Matthews leven voordat hij werd vermoord zal niets doen om andere jonge mannen in onze gemeenschap te helpen die worden verkocht voor seks, kapotgemaakt door drugs en over het algemeen uitgebuit. Zij zullen onzichtbaar en verdwaald blijven." Jimenez suggereerde overigens wel dat McKinney worstelde met zijn eigen seksualiteit blijkens zijn herhaalde ontkenningen dat hij op mannen viel, terwijl Shepard openlijk voor zijn geaardheid uitkwam, hetgeen wel tot spanningen tussen beiden kan hebben geleid.